# Adalbert von der Recke-Volmerstein

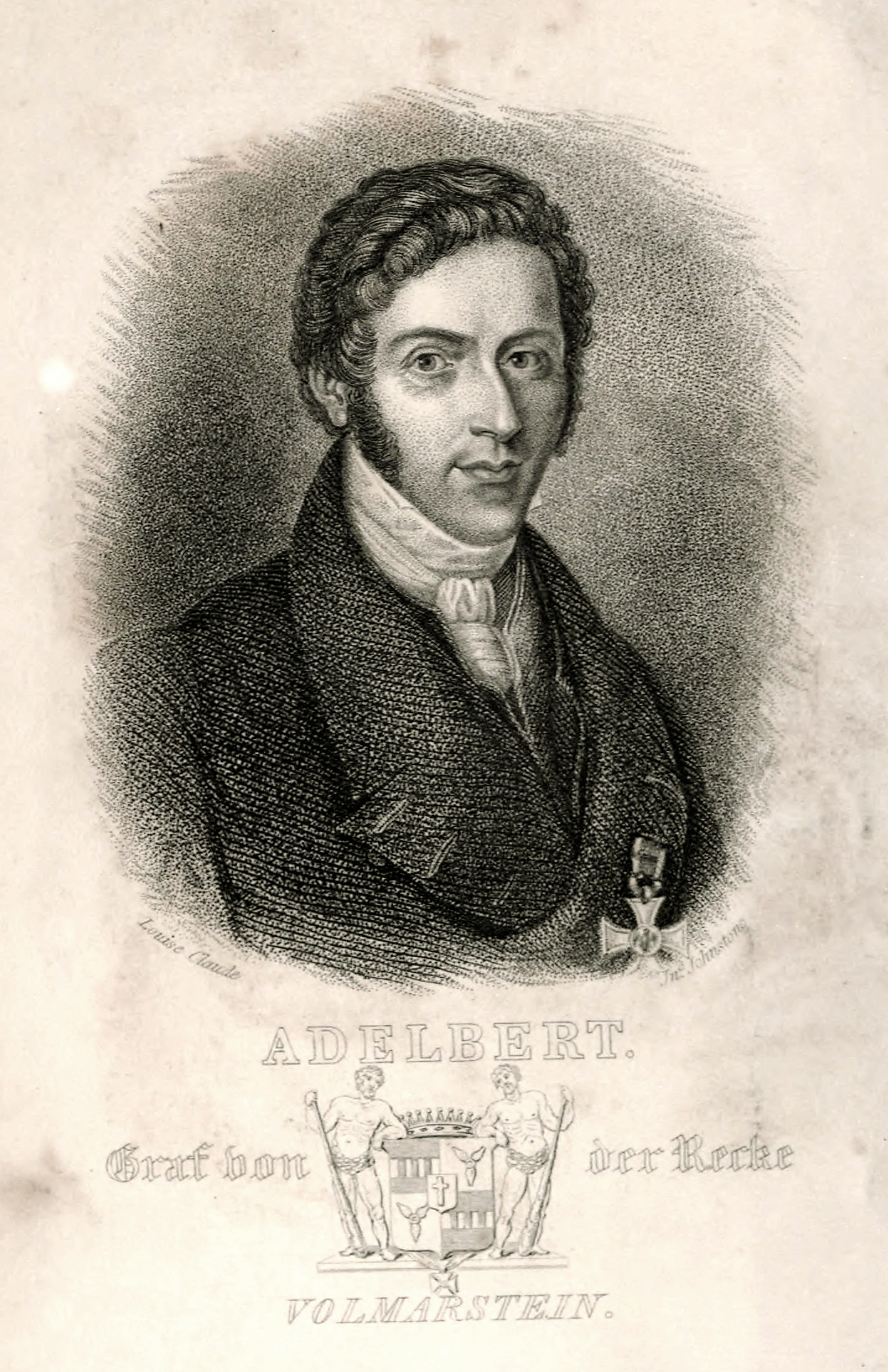
Adalbert von der Recke-Volmerstein

Adalbert (oder Adelberdt) Friedrich Karl Georg Ernst Graf von der Recke-Volmerstein (* 28. Mai 1791 in Hamme bei Bochum; † 10. November 1878 in Kraschnitz) war einer der Gründungsväter der Diakonie.

## Leben

### Herkunft und Ausbildung
Graf Albert, aus dem westfälischen Adelsgeschlecht Recke, war das vierte von neun Kindern des Philipp Heinrich Christian Graf von der Recke von Volmerstein (1751–1840), 1817 von König Friedrich Wilhelm III. von Preußen in den Grafenstand erhoben, und dessen Gattin Louise Alexandrine Johanne Christine Freiin von der Recke (* 6. September 1760; † 16. April 1836). Gotthard (1785–1857) war sein älterer Bruder.
Erst nach seinem achten Lebensjahr nannte man ihn Adalbert (oder Adelberdt). Über seine Kindheit und Jugend ist wenig bekannt. Die gesundheitliche Labilität und tiefe Sensibilität des Jungen, gepaart mit unkindlichem Ernst, bereiteten den Eltern Sorge. Recke-Volmerstein studierte in Heidelberg Rechte und Medizin und trat 1813 freiwillig ins preußische Heer ein, in dem er als Gouvernementskommissar im Bereich der Verpflegung der Nordarmee eingesetzt wurde.

### Familie
Am 16. Oktober 1826 heiratete Recke-Volmerstein in aller Stille die schlesische Gräfin Mathilde von Pfeil und Klein-Ellguth (* 28. Juli 1801; † 5. Mai 1867). Aus der Ehe gingen zehn Kinder hervor, u a.:
- Maria (* 1828) ⚭ 1862 William Allen de Hanbury
- Konstantin (1829–1913)

⚭ 1863 Vally Freiin von Durant (1838–1886)
⚭ 1888 Betty von Bredow (1845–1921)
- Ariel (1831–1879) ⚭ 1859 Karoline von Restorff (1837–1890)
- Jenny (1832–1917), Stiftsdame von Heiligengrabe, Kraschnitz
- Leopold (1835–1925) ⚭ 1864 Maria von Hohenthal (1838–1893)
- Siegfried († 1870, gefallen)
- Selma (1839–1908), Diakonisse und Oberin des deutschen Samariterordensstifts Kraschnitz
- Elisabeth (1843–1917)

## Wirken
Beeinflusst von den Gedanken der Erweckungsbewegung und der Deutschen Christentumsgesellschaft nahm er sich seit 1816 einiger heimatlosen Kinder an. In der Region gab es, bedingt durch die napoleonischen Kriege, viele vagabundierende Kinder. Im Jahr 1819 begründete er mit seinem Bruder Werner in der Nähe des väterlichen Gutes Overdyck ein Rettungshaus, „welche nach Jahresfrist bereits 44 Pfleglinge zählte“. Hierfür erwarb er eine ehemalige Freischule. Bald fassten die Räume die wachsende Anzahl nicht mehr. Der Graf kaufte deshalb die Trappistenabtei Düsselthal in der Nähe von Düsseldorf und siedelte am 19. Juni 1822 mit 44 Kindern auf Leiterwagen dorthin über. „Theils um den häuslichen Bedarf an Früchten und Cerealien zu befriedigen, theils um seinen Zöglingen ein Feld nützlicher Thätigkeit eröffnen zu können, dotierte der Gründer sein Düsselthal mit 480 Morgen zugekauften Landes.“ Dies war der Beginn der Rettungsanstalt Düsseltal für Waisenkinder, der späteren Graf Recke Stiftung.
Seine Frau Mathilde hat entschieden den Geist und das Leben der Düsselthaler Anstalt mitgeprägt: „Die Arbeitsbereiche des Grafen umfassen neben der Repräsentation der Anstalt die 'Büreaus (Correspondenz, Buchführung, Buchhandel'), die Geldbeschaffung und die Leitung der 'Knabenanstalt'. Dazu zählen die Bereiche: 'Unterweisung, Erziehung'. Ein weiteres Ressort bildet die 'Handwerks-Schule' mit 'Buchdruckerei, Buchbinderei, Schuhmacherei, Schneiderei, Schreinerei, Schmiede, Schlosserei, Bäckerei, Küper und Wagnerei'. Hinzu kommt die Krankenpflege für die Knaben und männlichen Mitarbeiter der Anstalt. Schließlich wird als selbständiges Gebiet unter der Oberaufsicht des Grafen noch die 'Oekonomie' erwähnt, die sich vierfach untergliedert in: 'Mühle, Gärtnerei, Viehwirthschaft und Feldwirthschaft'. Die gesamte Haushaltsführung sowie die Betreuung der Mädchen und des weiblichen Personals gehören in den Aufgabenbereich der Gräfin. Auf den ersten Blick scheint die Organisation den Erfordernissen der Einrichtung angemessen zu sein. Doch täuscht die genannte Aufstellung darüber hinweg, dass es in vielen Arbeitszweigen immer wieder an Personal, insbesondere an ausgebildetem, mangelt.“

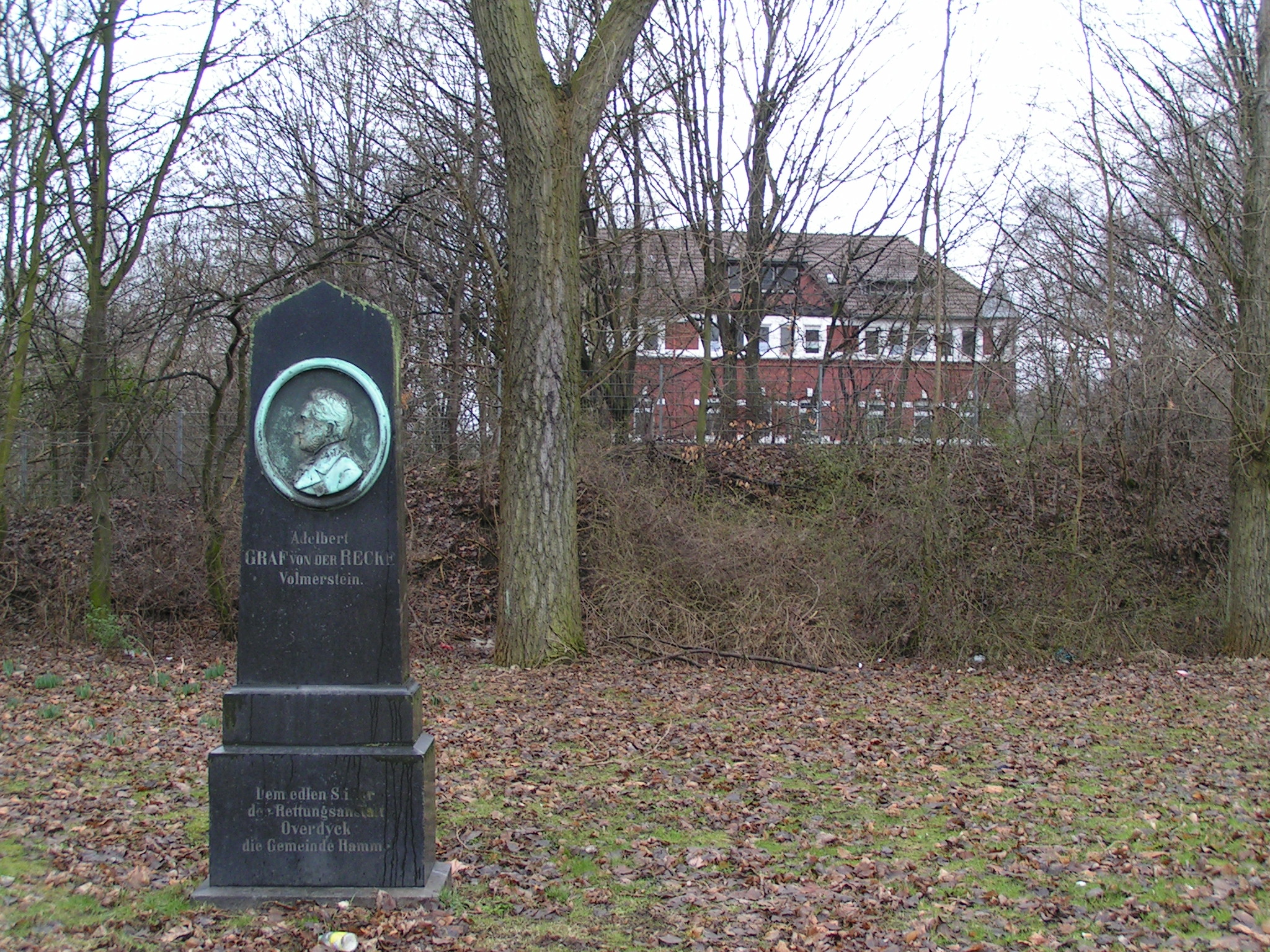
Denkmal für von der Recke; im Hintergrund das Kinderheim Overdyck

Ein Höhepunkt für die Rettungsanstalt war der Besuch des Kronprinzen, des nachmaligen Königs Friedrich Wilhelm IV. von Preußen, im Oktober 1833. Darüber berichtete die Anstaltsmutter u. a.: „Er besah alle Stuben aufs genaueste und ging dann auf dem Schlafsaal, wo er den ganzen Saal entlangging, ein Bett nach dem anderen in Augenschein nehmend und an der anderen Reihe wieder herunterkam. Im Betsaal betrat er gleich die Kanzel und sah die aufgeschlagene Bibelstelle nach, die zufällig gerade die merkwürdigen Worte enthielt 2. Timoth. 1, 8-9, welches in der Prachtausgabe gerade obenanstand. - Er erfüllte die Worte in seiner ganzen Bedeutung so schön und gab kund, welcher Geist sein Inneres belebte, denn mit jedem Wort sprach er seine Liebe fürs Reich Gottes aus... In der Küche mußte ich ihm alle Töpfe aufdecken, und er betrachtete die Speisen aufs allergenaueste und begehrte sie zu schmecken; es war nichts wie die Suppe fertig, und dann aß er davon einen ganzen Teller. Sagend: 'Man muß nichts halb tun, sehen Sie, ich lasse keinen Tropfen übrig,' bog er den Teller über den Löffel, den letzten herausgießend. - So besah er mit gleichem Interesse und Teilnahme alle Teile der Anstalt und gab oft seine Freude darüber zu erkennen.“
1845 erwarb Recke-Volmerstein die Herrschaft Kraschnitz, einen 1717 Hektar großen Besitz. 1847 beendete er sein Wirken in Düsselthal, um sich verstärkt seinem neuen Besitz und dem sozialen Engagement in Schlesien widmen zu können. Graf Adelberdt von der Recke-Volmerstein starb hier, bis zuletzt für seine Anstalten lebend. Seine Frau war bereits elf Jahre vorher verstorben.
1860 gründete Recke-Volmerstein in Kraschnitz das Deutsche Samariter-Ordensstift für behinderte und kranke Kinder. In Anlehnung an die 1867 gegründete Anstalt in Bethel bei Bielefeld richtete er wenig später auch eine Diakonissenanstalt in Kraschnitz ein, die unter dem Namen Schlesisches Bethel bekannt wurde. Zuvor hatte er 1863 die Grundherrschaft Kraschnitz an seinen Sohn Leopold übergeben.
Adalbert von der Recke korrespondierte mit Johann Hinrich Wichern, der mit dem Rauhen Haus in Hamburg eine ähnliche Einrichtung begründet hatte.
Mit der Schriftstellerin Elisa von der Recke war er weitläufig verwandt.

## Ehrungen
Die Graf-Recke-Straße in Düsseldorf ist nach ihm benannt.

## Werke (Auswahl)
- Zur Feier der Versammlung der Gesellschaft der Menschenfreunde in Limburg am  18ten October 1820. Iserlohn 1820.
- Der Eid. Eine religiöse Abhandlung. Zum Besten der Rettungs-Anstalten zu Düsselthal und Overdyk. Barmen 1830.
- Die Himmelsleiter oder Angelika's Fabelbuch. Düsselthal 1846.